# Зелёный Гай (Тернопольская область)
Зелёный Гай (укр. Зелений Гай) — село в Залещицкой городской общине Чортковского района Тернопольской области Украины.
До 2020 года входило в Залещицкий район.
Код КОАТУУ — 6122083701. Население по переписи 2001 года составляло 592 человека.

## Географическое положение
Село Зелёный Гай находится на левом берегу реки Днестр,
выше по течению на расстоянии в 4 км расположено село Иване-Золотое,
ниже по течению на расстоянии в 0,5 км расположено село Печорна,
на противоположном берегу — село Городница.

## История
- 1578 год — дата основания как село Жежава.
- В 1946 году переименовано в село Зелёный Гай[2].

## Объекты социальной сферы
- Школа I—II ст.
- Клуб.
- Фельдшерско-акушерский пункт.

## Достопримечательности
- Братская могила советских воинов.